# Ледмозеро (озеро)
Ледмо́зеро (Ледм-озеро, Летнозеро) — озеро на территории Ледмозерского сельского поселения Муезерского района Республики Карелии.

## Общие сведения
Площадь озера — 12,8 км², площадь водосборного бассейна — 484 км². Располагается на высоте 144,4 метров над уровнем моря.
Форма озера лопастная. Берега изрезанные, каменисто-песчаные, местами заболоченные.
Через озеро протекает река Няугу, впадающая в реку Чирко-Кемь.
С южной стороны в озеро впадает река Ковдооя, вытекающая из Ковдозера.
В озере расположено не менее семи островов различной площади. Наиболее крупные носят названия Рочин и Покойник.
Код объекта в государственном водном реестре — 02020000911102000005391.